# Предпочитаемые гендерные местоимения

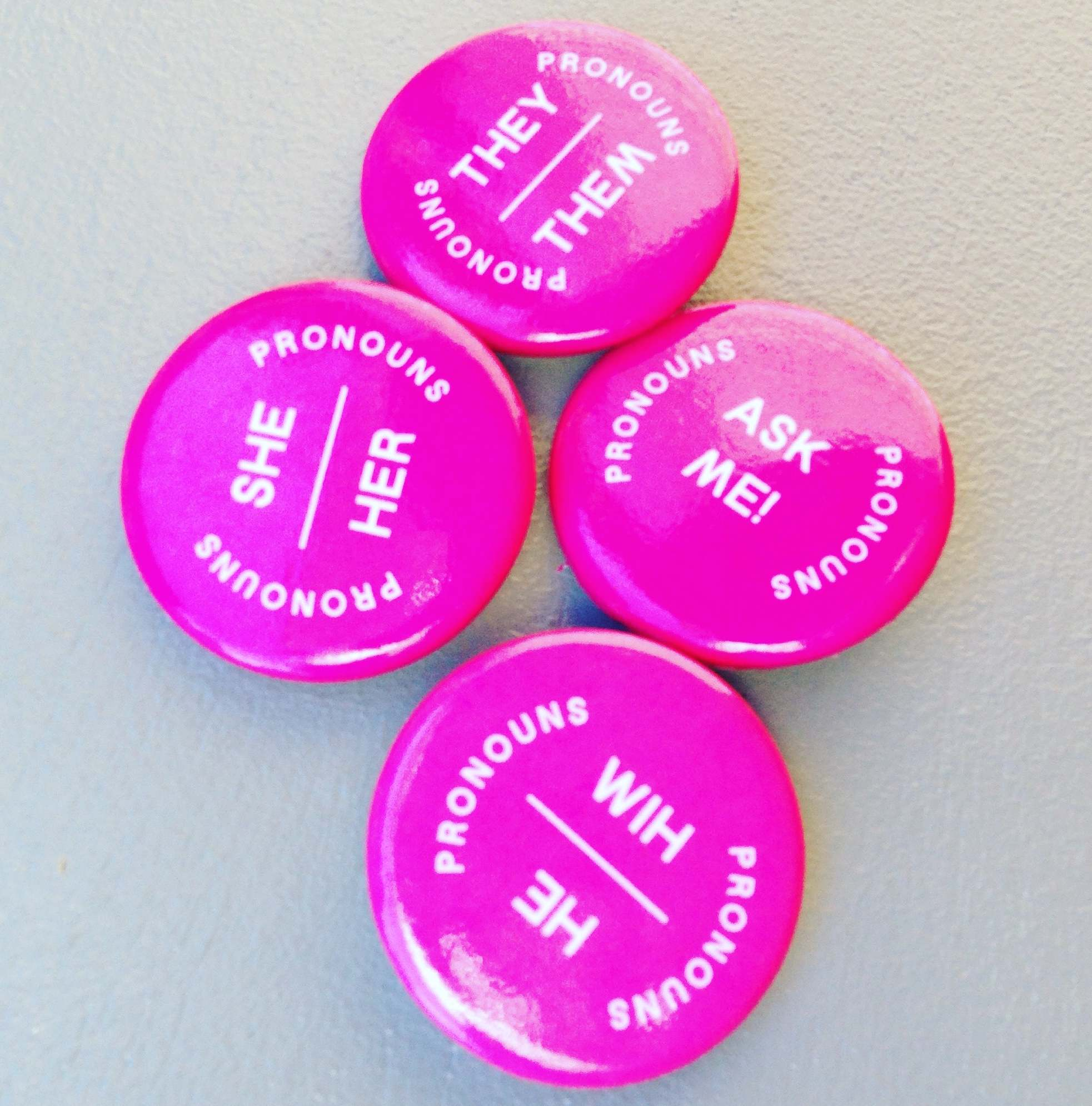
Набор из четырех значков, которые могут носить участники конференции.

Предпочитаемые гендерные местоимения или личные гендерные местоимения — набор местоимений, определяемых человеком и предпочитаемых к использованию другими людьми по отношению к этому человеку для отражения его гендерной идентичности. При объявлении выбранных местоимений обычно указываются личные местоимения в именительном и родительном падежах (например, «он/его», «она/её» или «они/их»), хотя иногда указывается только именительный падеж («он», «она», «они»). В английском языке также могут быть указаны притяжательные местоимения («he/him/his», «she/her/hers»). Выбранные местоимения могут включать неоместоимения, такие как «ze» и «zir». Человек, использующий несколько местоимений (взаимозаменяемо или в разных контекстах), может перечислить несколько, например, «она/они» или «они/он».

## Использование
Личные гендерные местоимения вошли в употребление как способ продвижения ради справедливости и интеграции для трансгендерных людей и гендерквиров. Их использование было рассмотрено социальными работниками, педагогами и медицинскими работниками как с практической, так и с этической точки зрения. Стилистические справочники и ассоциации журналистов и медицинских работников советуют использовать местоимения, выбранные или считающиеся уместными рассматриваемым лицом. При работе с клиентами или пациентами практикующим врачам рекомендуется обращать внимание на местоимения, используемые самими людьми, что может означать использование разных местоимений в разное время. Это также распространяется на имя, выбранное рассматриваемым лицом. Группы защиты ЛГБТК также советуют использовать местоимения и имена, выбранные или считающиеся подходящими рассматриваемым лицом. Кроме того, рекомендуется избегать путаницы с полом при упоминании о прошлом трансгендерных людей, например, с помощью использования титула или звания, чтобы избежать гендерного местоимения или имени.
Практика обмена предпочитаемыми гендерными местоимениями существует в ЛГБТ-сообществе десятилетиями. Это стало обычной практикой при общении, в том числе в социальных сетях. Веб-сайты социальных сетей, в том числе Twitter, Instagram и LinkedIn, добавили специальные поля местоимений для страниц профилей своих пользователей.
В июле 2021 года исследовательский центр Pew сообщил, что 26 % американцев знали кого-то, кто предпочитал такие местоимения, как «they» («они»), а не «he» («он») или «she» («она»), по сравнению с 18 % в 2018 году. Некоторые люди используют такие неоместоимения, как «xe», «ze», «ve», «tey» и «hir».

### Предостережения
Декан по делам женщин в колледже Помона Рэйчел Н. Левин посоветовала профессорам не просить студентов раскрывать свои местоимения во время знакомства с классом, поскольку это может расстроить тех, кого использование предпочитаемых гендерных местоимений должно поддерживать. Два примера, которые приводит Левин: одному студенту приходится мириться с отсутствием пасса (другими словами, его гендерное выражение не явно для окружающих), а другой не знает, какие местоимения просить других использовать.
Стивен Тейлор, консультант по инклюзивности и многообразию из Inclusive Employers — организации, занимающейся улучшением инклюзивности на рабочем месте — написал, что, хотя добавление местоимений — это способ для цисгендерных людей сделать небинарных и трансгендерных людей более признаваемыми, это не должно «быть обязательным», так как в организации могут быть «трансгендерные коллеги, которые пока не готовы делиться своими местоимениями». В проекте руководства Отдела исследований сексуальных и гендерных меньшинств и Отдела по вопросам равенства, разнообразия и инклюзивности Национального института здравоохранения указано, что раскрытие личных местоимений в начале разговора может предоставить другим «больший комфорт для раскрытия своих собственных и предотвращения мисгендеринга на рабочем месте». Там же предупреждается, что намеренный отказ от использования правильных местоимений по отношению к кому-либо «равнозначен харассменту и нарушению гражданских прав», а раскрытие местоимений должно быть «личным выбором, а не предписанием». Аналитики Луи Чопорис, Джемма Мартин и Бали Уайт утверждали, что использование неправильных местоимений может быть «обидным, злым и даже отвлекающим». Кроме того, Мередит Боу из Inhersight заявила, что компаниям не следует требовать использования местоимений в подписях электронной почты, потому что это может «доставить дискомфорт многим гендерно-обширным людям».

### Терминология
Существуют некоторые разногласия по поводу того, следует ли называть личные гендерные местоимения «предпочитаемыми». Некоторые люди опускают слово «предпочитаемый», называя их «гендерными местоимениями» или просто «местоимениями», чтобы подчеркнуть, что правильное использование местоимений является социальной обязанностью, а не индивидуальным предпочтением. Есть опасения, что включение слова «предпочитаемый» в имя может создать впечатление, что использование личных гендерных местоимений не является обязательным. Левин утверждает, что «местоимения не „предпочитаемы“, а просто правильны или неправильны для конкретной личности». Те, кто сохраняет слово «предпочитаемые», указывают на сходство с «предпочитаемыми именами» или рассматривают это слово как способ подтвердить свободу действий или право человека выбирать свои собственные местоимения.

## Организационная политика
Некоторые организации внедрили политики, облегчающие указание личных гендерных местоимений, особенно в подписях электронной почты. К ним относятся Workday, Virgin Group, TIAA, M&S, IBM, ВВС США, Корпус морской пехоты США, BBC и Министерство обороны Соединенного Королевства.
Некоторые компании меняют политику, чтобы поощрить обмен местоимениями и сделать их более привлекательными и инклюзивными для трансгендерных и небинарных сотрудников и клиентов. Out & Equal рекомендовала работодателям сделать указние местоимений добровольным, а не обязательным, и заявила, что использование правильных местоимений имеет значение, особенно для гендерно неконформных и трансгендерных персон. Blackboard, инструмент онлайн-обучения, рассказал о важности предпочтительных местоимений рода и о том, как их установить в программе. Комиссия государственной службы Новой Зеландии предоставила руководство по использованию местоимений в подписях электронной почты, а в Руководстве по стилю правительства Австралии есть подраздел о «выборе местоимения».
В июле 2021 года правительство Шотландии вынесло предложение обязать 8000 государственных служащих включать свои местоимения в электронные письма, но внутренний опрос показал, что более половины не желают этого делать. Постоянный секретарь правительства Шотландии Лесли Эванс назвала результаты опроса «разочаровывающими», транс-женщина и политический Дебби Хейтон предупредила о возможных последствиях предложения для трансгендерных людей, в то время как группа кампании «За женщин Шотландии» выступила против предложения, назвав его «пугающим» и «недемократичным».
В августе 2021 года письмо вице-канцлеру Симоне Буитендейк, подписанном ЛГБТ-сообществом сотрудников и студентов Союза университетов и колледжей Лидса и Лидского университета, призвало университет проводить политику противодействия трансфобии и враждебной среде в кампусе, в том числе незапрашиванию у транс-людей сертификатов о признании гендера. Ближе к концу письма группы предложили «эффективную и подходящую политику использования местоимений», которая предполагала использование Буйтенджик местоимений в подписи электронной почты и создание среды, «которая поощряет обмен местоимениями», чтобы продемонстрировать поддержку трансгендерных людей. В октябре 2021 года Союз университетов и колледжей Лидса сообщил, что в ответ на их письмо был достигнут «некоторый ограниченный прогресс», но не упомянул личные гендерные местоимения.
В августе 2021 года правительство Шотландии рекомендовало школам разрешить трансгендерным ученикам использовать выбранные ими туалеты, имена и местоимения.

## Правовые вопросы и юридическое признание
В 2018 году врач Дэвид Маккерет не был нанят Министерством труда и пенсий Соединённого Королевства (МТП), поскольку он отказался использовать личные местоимения для трансгендерных людей, заявив, что они противоречат его христианской вере. В 2019 году комиссия по трудоустройству постановила, что его взгляды «несовместимы с человеческим достоинством» и что МТП не нарушило Закон о равенстве. Маккерет, как и Христианский юридический центр (проект Christian Concern), выступил против вердикта, в то время как МТП приветствовало это решение. Андреа Уильямс из Христианского юридического центра заявила, что это решение было «первым в истории английского права, когда судья постановил, что свободные граждане должны говорить по принуждению». В ответ на это решение Пирс Морган назвал Макерета «фанатиком», который был «чересчур уверенным» в своих убеждениях.
В ноябре 2018 года Европейская комиссия внесла рекомендации, в которых подчеркивается «желательность» использования личных гендерных местоимений, соответствующих упоминаемым лицам, в том числе учителями и учащимися, в соответствии с политикой недискриминации. В отчёте также отмечается, что только школы в Греции, Мальте и Норвегии обязывались уважать имена и местоимения людей и что это, по-видимому, также имеет место в Финляндии и некоторых регионах Испании.
В марте 2021 года судья федерального апелляционного суда США Амул Тапар постановил, что Николас Мериуэзер может подать в суд на Государственный университет Шони за нарушение «своих конституционных прав» после того, как университет наказал его за неиспользование правильных местоимений по отношению к одной из своих трансгендерных студенток, и нарушение антидискриминационной политики кампуса. Асаф Орр, директор Молодежного трансгендерного проекта Национального центра прав лесбиянок, который представлял студентку в деле, сказал, что это решение «открывает дверь для дискриминации в целом». Аналогичного мнения придерживался Эндрю М. Коппельман, профессор права Северо-Западного университета. Джон К. Уилсон, редактор блога Американской ассоциации университетских профессоров, назвал постановление полезным «для защиты прав преподавателей», но заявил, что религиозные убеждения профессора «не должны давать ему особых прав на ненадлежащее обращение со студентами» и что у профессоров нет «полной свободы действий», чтобы определить, какие студенты получат «уважительные местоимения, а какие нет».
В мае 2021 года в письменном заявлении суда об обжаловании решения по делу Форстейтер против Центра глобального развития, Европа Майя Форстатер написала: «Я оставляю за собой право использовать местоимения „он“ и „его“ для лиц мужского пола. Никто не имеет права принуждать других делать заявления, в которые они не верят». PinkNews охарактеризовал Форстейтер как «гендерно-критическую» и пытающуюся отстаивать «право на мисгендеринг транс-женщин». В 2019 году судья по изначальному делу в трибунале по трудовым спорам Джеймс Тайлер вынес решение против нее. Он постановил, что ее убеждение в том, что «пол неизменен и не подлежит смешиванию с гендерной идентичностью», «не заслуживало уважения в демократическом обществе», назвал ее убеждения «абсолютистскими» и заявил, что существует «огромная боль, которую можно принести мисгендерингом». Судья Апелляционного суда по трудовым спорам Ахлак Чоудхури отменил решение Тайлера, установив, что гендерно-критическое убеждение в реальности, важности и неизменности биологического пола действительно защищено Законом о равенстве; тем не менее, Чоудхури ясно дал понять, что это решение не означает, что «те, кто придерживаются гендерно-критических убеждений, могут безнаказанно совершать „мисгендеринг“ по отношению к трансгендерным людям».
В октябре 2021 года судья Трибунала по правам человека Британской Колумбии Девин Кузино постановил, что для небинарных, трансгендерных и нецисгендерных персон «использование правильных местоимений подтверждает и подчёркивает, что они в равной степени заслуживают уважения и достоинства».
В обновленном Справочнике по вопросам равного обращения за декабрь 2021 года судьям было сообщено, что использование предпочитаемых гендерных местоимений является «элементарной вежливостью». В руководстве говорится, что могут быть ситуации, в которых свидетель обращается к трансгендерному человеку с помощью «местоимений, соответствующими полу, назначенному ему при рождении», и что судьи должны принимать во внимание «предпочитаемые обращения». В нём также говорится, что тем, кто стал жертвой сексуального насилия или домашнего насилия, должно быть разрешено использовать местоимения в соответствии с полом, присвоенным при рождении, «потому что это соответствует опыту жертвы и восприятию событий».
Текущая политика Министерства труда США в отношении гендерной идентичности побуждает менеджеров и руководителей обращаться к людям с помощью местоимений и имён, которые они хотят использовать, заявляя, что продолжающееся неправильное использование местоимений и имён может «нарушить конфиденциальность человека <…> подвергнуть его риску причинения вреда» и в определенных обстоятельствах «может рассматриваться как домогательство». Он также рекомендовал использовать гендерно-нейтральный язык, чтобы «избежать предположений о сексуальной ориентации или гендерной идентичности сотрудников» и заявил, что пол персоны «не следует предполагать на основе её местоимений». Комиссия США по равным возможностям при трудоустройстве также предположила, что, хотя некорректное использование местоимений и имени трансгендерного сотрудника не нарушает Раздел VII Закона о гражданских правах, преднамеренное и неоднократное такое поведение «может способствовать созданию неправомерной враждебной рабочей среды». Решения КРВТ по делу Лусарди против Департамента армии (2013 г.), Джеймсон против Почтовой служба США (2015) и Джамал против Saks & Co. (2015) пришли к выводу, что преднамеренное неправильное использование местоимений создало враждебную рабочую среду. Комиссия также заявила, что харассмент на основе гендерной идентичности может включать неоднократное и преднамеренное некорректное использование личных гендерных местоимений.

## Критика
Некоторые группы и отдельные лица критически относятся к применению личных гендерных местоимений. Член Конгресса республиканец Грег Мерфи выступил против того, чтобы ВВС США разрешили личные гендерные местоимения в блоках подписи электронной почты, назвав это «невероятным» и заявив, что это снижает военную готовность. Кристина М. Сяо, студентка Гарвардского университета, выступавшая за использование личных местоимений, выступила против обязательного использования местоимений, заявив, что принудительное их использование может поставить людей в неудобную ситуацию, в которой им приходится указывать на свою идентичность или подвергать себя «невероятной дисфории». В разногласиях по делу Босток против округа Клейтон, судья Верховного суда США Сэмюэл Алито постановил, что решение большинства, в котором суд постановил, что Раздел VII Закона о гражданских правах 1964 года защищает сотрудников от дискриминации по причине того, что они геи или трансгендерные люди, может привести к тому, что некоторые заявят, что отказ от использования их личных гендерных местоимений «нарушает один из федеральных законов, запрещающих дискриминацию по признаку пола», и предположил, что это решение повлияет на то, как работодатели «обращаются к своим сотрудникам» и как школьные чиновники и учителя разговаривают со студентами.